# Edsberg
För andra betydelser, se Edsberg (olika betydelser).
Edsberg är en bebyggelse och kyrkby i Edsbergs socken i Lekebergs kommun. Från 2020 avgränsar SCB här en småort. Byn och socknen har också gett namn åt Edsbergs härad, vars gamla tingsställe och marknadsplats är beläget ett stycke norrut vid Edsbergs Sanna i nuvarande Fjugesta.
För namnets härledning, se Edsbergs socken.